# 동영일
동영일(? ~ )은 조선민주주의인민공화국의 정치인으로 조선로동당 중앙위원회 후보위원이다.

## 경력
조선인민군 장령으로, 2010년 9월 조선로동당 중앙위원회 후보위원에 선출되었다.

## 최고인민회의 대의원
2003년 9월 최고인민회의 제11기 대의원으로 선출되었다.

## 수훈
2000년 2월 김일성훈장을 받았다.

## 기타
2011년 12월 김정일 사망 당시에 국가 장의위원회 위원을 맡았다.